# Scleronotus strigosus
Scleronotus strigosus là một loài bọ cánh cứng trong họ Cerambycidae.